# Station Wiry
Station Wiry is een spoorwegstation in de Poolse plaats Wiry.